# Сан Франческо ал Кампо
Сан Франчѐско ал Ка̀мпо (на италиански: San Francesco al Campo; на пиемонтски: San Fransesch, Сан Франсеск) е малък град и община в Метрополен град Торино, регион Пиемонт, Северна Италия. Разположен е на 327 m надморска височина. Населението на общината към 1 януари 2023 г. е 4843 души, от които 186 са чужди граждани.

## География, административно деление и население
Намира се на 21 km северозападно от центъра на град Торино, на платото Вауда (от Wald – старонемски термин, който означава гора). Северната част от територията му попада в Регионалния природен резерват „Вауда“.
Има следните местностиː Бани, Бонини, Джербидо, Център, Гето, Гранджа, Маса.
Граничи със следните 7 общиниː Сан Маурицио Канавезе, Сан Карло Канавезе, Ривароса, Фронт, Вауда Канавезе, Ломбардоре, Лейни. Отстои на 17 km от Торино и на 122 km от Милано.
Населението на общината към 1 януари 2023 г. е 4843 души, от които 186 чужди граждани, сред които преобладават тези на Румъния – 121 души. Български граждани липсват.

## Топоним
Древното му име е Вауда ди Сан Маурицио, като населението е струпано в различни селища. Сегашният топоним датира от средата на XIX век и произлиза от името на енорийската църква от XVIII век, посветена на Свети Франциск от Асизи. Определението „ал Кампо“ („при лагера“) идва от използването на част от равнината в района като военен тренировъчен лагер.

## История
Принадлежи на селището Сан Маурицио до 1694 г. и неговата история неизбежно е обусловена от тази на Сан Маурицио. Едва след това получава собствена автономия от административна гледна точка. Дългият спор между Монфератците и Савойците за господство над района завършва с надмощието на Савойците през XIV век.
Страда от последиците от грабежи – широко разпространено явление, особено през XVIII век, и от многобройните набези на войници или въоръжени банди, които причиняват големи щети на къщи, църкви и обществени места.
През XIX век, с влизането в сила на военния тренировъчен лагер, има забележим приток на войници, които при липса на подходящи структури са настанени в домовете на частни лица. Това води до нарастване на общото недоволство поради настъпилите материални затруднения и морални щети.
На 8 октомври 1996 г. е сцена на тежка самолетна катастрофа. Антонов Ан-124 Руслан, използван за товарни превози, по ненапълно изяснени причини, се опитва да възвърне височина, след като вече е изминал част от пистата за кацане на летище „Торино-Казеле“. Маневрата се проваля и гигантският самолет пада върху селска къща, причинявайки смъртта на двамата членове на екипажа и собствениците на къщата.

## Икономика
Селското стопанство се основава на производството на зърнени култури и пшеница. Практикува се и отглеждането на говеда, свине, овце, кози, коне и птици. Индустрията се състои от различни компании, които оперират в следните сектори: хранително-вкусова, млечна, металургична, електронна, строителна, механична, текстилна, дървообработваща промишленост, обработка на изделия от каучук и пластмаса, обработка на камъни, предавателно оборудване за радиоразпръскване и телевизия и апарати за жична телефония и телеграфия, части и аксесоари за автомобили и мебели. Третичният сектор се състои от отделна търговска мрежа и набор от услуги, които включват банкиране и застраховане.

## Забележителности

### Енорийска църква „Свети Франциск от Асизи“
Сградата на енорийската църква (Parrocchiale di San Francesco d'Assisi) съществува още в началото на XVIII век. Въпреки това големият интериор с един неф със странични параклиси показва последващи намеси, вероятно също от XIX и XX век. Впечатлява зрелищната природа на щукатурите и стенописите, които представят Свети Франциск от Асизи. Вдясно от църквата се издига камбанарията, вероятно от 1827 г., както се вижда от датата, гравирана на върха на шпила.

### Параклис на Света Анна
Първоначалната конструкция на параклиса (Cappella di Sant'Anna) датира от средата на 17 век. През 1746 г. той е възстановен в сегашния си вид. Датата е издълбана на тимпана на фасадата. През 1828 г. над входа е изградена дървената зона за канторите. Отдолу е нарисувана датата. През 2009 г. са извършени реставрационни дейности по фасадата, а през 2012 г. – на вътрешните декорации и дървената врата. През 2016 г. е представен проектът за консервативна реставрация. Под сегашната украса стратиграфските тестове разкриват наличието на украса от 18 век.

### Параклис на Свети Геролам
Параклисът (Cappella di San Gerolamo) е построен през 1685 - 1685 г. от маркизите Дория от Чирие (благородници от лигурски произход, получили феодалното владение от Емануил Филиберт Савойски около 1576 г.), собственици на фермата Гранджа. През  1930 - 1930 г. тя е продадена и разделена, а параклисът е признат от епархийската курия, както и обгрижван от жителите на кварталите Бани и Аутуре. През 1950-те г. е построено стълбището, което води до него През 1959 - 1959 г. параклисът е разширен, създавайки двата странични нефа. През 2001 г. се извършва извънредна поддръжка на покрива.

### Параклис на Свети Яков
През 1612 - 1612 г. е изградено първото ядро на параклиса (Cappella di San Giacomo) с каменна конструкция, съответстваща на сегашния втори участък. Първоначално параклисът е посветен на блажения Амадей IX Савойски. 
Между края на 17 и 18 век той е разширен, като е добавена тухлена пристройка отпред. През 1717 г. е изрисувана олтарната картина със Свети Яков поклонника до Мадоната с Младенеца и Света Екатерина и вдясно блажения Амадей IX. През 1724 г. параклисът е посветен на Свети Яков. 
През XX - XXI век той е възстановен от група местни занаятчии и селяни. През 1984 г. художникът от Биела Лино Мартинер изписва стенописа на фасадата.

### Параклис на Свети Грат
Параклисът (Cappella di San Grato) е построен през 1620 - 1620 г. от сем. Темпо, местни жители. Реставриран е през последните двадесет години на XX век. Сегашната подова настилка с пясък датира от 50-те години на миналия век. Параклисът се намира на улица „Гамбери“. Сградата стои в изолирана позиция в сравнение с другите сгради, в селския район, който се простира на север от пътя, с фасада, обърната на юг.

### Параклис на Свети Лаврентий
Няма документи, свидетелстващи за изграждането на параклиса (Cappella di San Lorenzo), но типологичните конструктивни характеристики позволяват да се датира около средата на 17 век. 
В нотариален документ от 15 октомври 1797 г. относно продажба от Феличе Кориаско на Карло Кориаско се чете, че е разрешено преминаване пред „Cappella a coppi“ за достъп до региона Читадела. 
Доброто състояние на консервация на сградата свидетелства, че между 90-те и началото на 2000-те г. е извършена обща реставрация. Между 1914 и 1916 г. пожар унищожава покрива на параклиса. С даренията и труда на жителите на селото е ремонтиран покривът. Видът на подовата настилка показва ремонта ѝ през 50-те години на миналия век.

### Църква „Успение Богородично“
През 1481 - 1482 г. община Сан Маурицио желае да построи малко светилище (днес Chiesa della Madonna Assunta), посветено на Мадона деле Грацие (първоначално име), за да ѝ благодари, че е избегнала от опасността от чума. Документът от 29 май 1481 г., в който градският съвет взема решение за построяването на параклиса на Вауда, се съхранява в общинските архиви. Първоначалната конструкция (разположена в сегашната зона на презвитерия), завършена през 1482 г., е малка изолирана зидана сграда с дървен таван и апсида, обърната на изток. Параклисът е осветен от енорийския свещеник на Сан Маурицио Дон Еустакио Тротери. 
През 1572 г. общината моли тогавашния енорийски свещеник Дон Джакомо Билия да осигури възстановяването на параклиса, определен като „предимно запустял и лошо покрит“. Работите обаче не се извършват, както се очаква, от него; през 1580 г. Общината решава, че „сградата трябва да бъде обявена на търг, като решението се взема от този, който най-добре ще се справи с разходите на общността“. Фреската, запазена под сегашния олтар, изобразяваща Мадона деле Грацие със светците Бернар от Мантон и Мария Магдалена, може да бъде датирана към този период. През 1574 г. общината закупува нов олтар с изображение на Пресвета Богородица със светиите Маврикий и Себастиан. През 1599 г. към параклиса са построени малка къща и кладенец. Сградата е официално документирана за първи път през 1599 г., когато общината прехвърля в нея предполагаема жертва на чума. 
През 1602 г. градският съвет поръчва ремонт на параклиса: закупуват се 50 керемиди за ремонт на покрива от течове. През 1609 г. в къщата на параклиса живее отец-отшелник. Той разпространява култа към Успение Богородично, подпомогнат от предоставянето на пълна индулгенция, получена от Римската курия, за онези, които участват в богослужението на 15 август. Параклисът е посветен на Пресвета Дева Мария Възнесена. През 1620 - 1653 г. параклисът е в процес на разширяване и разкрасяване, както свидетелстват различни завещания. Вероятно след тази намеса той придоива сегашния си вид, с изключение на външния нартекс. През 1620 г. Джовани Бигано ди Сан Маурицио кара да изпишат олтара на Мадоната от Лорето. През 1653 г. в доклада си от пасторското посещение монсиньор Джулио Чезаре Бергера, епископ на Торино, описва параклиса: интериорът е с неутрални цветове, презвитерият е наскоро реконструиран и хорът все още предстои да бъде завършен; в хора има тухлен олтар, с картина над него, изобразяваща Пресвета Богородица със светиите Маврикий и Себастиан. Отляво, в левия неф, има страничните олтари на светиите Варнава, Карло Боромео, Маврикий и Рох; от противоположната страна, в десния неф, са тези на Света Либерата и Пресвета Богородица, на Мадоната от Оропа и тази на Мадоната от Лорето, изобразени със Свети Йоан Богослов и Свети Антоний Абат отстрани. Споменава се камбаната, поставена на върха на кулата. 
В началото на ХVІІІ век е построен протирумът (част от портала). През 1750 г. дон Таня, енорийски викарий на Сан Франческо, описва параклиса, състоящ се от три сводести нефа, с перспектива, обърната към улицата, с портик отпред и два прозореца с парапети. Заобиколена е от градина. Има нов под от квадратни камъни, стените са в добро състояние, чисти, има стъклописи. Има три изповедални с решетки. Главният олтар, посветен на Успение Богородично, се намира в средния неф, на разстояние един требюшет от стената, повдигнат с две стъпала, заобиколен от стругована орехова балюстрада. Олтарът е в тухла и гипс, в Амвросийски стил, с две усукани колони; на задната стена е картината на Успение Богородично. Страничните олтари също са в добро състояние, с изключение на двата частни на сем. Бианко и сем. Пасторис. Описана е малката сакристия, разположена в левия неф. През 1771 г. по повод пастирското посещение на монсеньор Франческо Лузерна ди Рора, до терминът „сацелум“ се появява този на Светилище на Пресвета Дева Мария Възнесена. Сградата е голяма, прилична и добре поддържана. роден. Фасадата е с прозорци с решетки, а изгледният атриум е покрит с керемиди. До църквата е попската къща с градина, оградена с дувар.
През 1813 - 1814 г. сводовете на страничните нефове и част от покрива са преработени, олтарът е възстановен и интериорът е украсен от художника Гулиелмо Алазия от Салуцо. Негови са и двете картини в овалните щукатури на презвитерия, изобразяващи преклонението на пастирите пред Младенеца и представянето в храма. През 1825 г. в доклада на архиепископа, изготвен от енорийския свещеник Дон Перинети, се споменава трибуната над входа. През 1888 - 1889 г. интериорът е пребоядисан от Луиджи Балезио. Старият каменен под е заменен със сегашния в полихромни осмоъгълни плочки. 
През 1905 - 1906 г. олтарите са преработени в мраморни от строителя Луиджи Мартинето. По време на работите древната дървена балюстрада вероятно също е заменена със сегашната мраморна. През 1915 г. художникът Джовани Колтела от Саласа създава трети декоративен апарат. През 1950 г. по нареждане на Дон Джузепе Бонето е изграден ров, за да обгради изцяло църквата. Създадени са и двата странични прохода на нартекса, като са премахнати пейките, заемащи арките. През 1952 г. е рставрирана олтарната картина. През 1961 г. са санирани фасадни мазилки. През 1970 г. страничните олтари и дървеният амвон са премахнати. През 1978 г. се извършва цялостна шпакловка на вътрешните стени до четири метра височина от терена, както и последващото преустройство с нова мазилка. Новият декоративен апарат засяга основната лента, включително колони и пиластри по цялата им височина, заменяйки фалшивите мрамори с фонове с хомогенен цвят. През 1995 г. стенописите, изобразяващи Разпятието и Мадоната от Оропа, са реставрирани от реставрационната лаборатория Рока в Баланджеро. 
През 2004 г. има извънредна поддръжка на покрива на ректората. На 9 февруари 2013 г. избухва пожар на първия етаж на ректората. Същата година има рекултивация и консервативна реставрация на ректората. През 2014 г. е извършена консервативна реставрация на фасадата и оформяне на външната част.

## Образование
- Една частна детска градина
- Едно държавно начално училище (от 1-ви до 5-и клас вкл.)
- Едно държавно средно училище от първа степен (от 6-и до 8-и клас вкл.)
- Средното училище от втора степен (от 9-и до 11-и или 12 клас вкл.) е в Чирие

## Събития
- Празник на коня – 29 април - 1 май
- Патронен празник (Свети Франциск от Асизи) – 4 октомври

## Спорт
В Сан Франческо ал Кампо, благодарение на завещанието на ентусиаст, на когото е кръстен, е основан един от най-важните италиански велодруми ̟ Велодрум „Франоне“. Открит през 1996 г., той има писта от 400 метра, с 32° наклонени криви. Той е дом на федерално въвеждащо училище по колоездене.